# Antony Copley
Antony R. H. Copley (* 1. Juli 1937 in Hertfordshire; † 18. Juli 2016) war ein britischer Historiker. Sein Forschungsschwerpunkt lag auf der europäischen und indischen Neuzeit.

## Leben
Antony Copley war der Sohn eines aus Hertfordshire stammenden Solicitor und dessen erster Frau. Aus der zweiten Ehe seines Vaters hatte er mehrere Halbgeschwister. In Jungen Jahren besuchte er die Kingshott School, eine private Preparatory School in Hitchin. Danach besuchte er Gresham’s School, eine Public School in der Grafschaft Norfolk. Später erhielt er ein Stipendium für das Worcester College der University of Oxford, entschied sich jedoch dazu erst seinen national service abzuleisten. Als Marineoffizier kam er auf Zypern und während der Sueskrise zum Einsatz. An der University of Oxford studierte er Neueste Geschichte.
Von 1963 bis 1967 unterrichtete Copley als Lecturer am University College of North Wales. Danach wechselte er an die University of Kent at Canterbury. Dort unterrichtete er als Senior Lecturer und Reader. 2002 ging er in den Ruhestand. Später wurde er Honorarprofessor an der University of Kent.
Copley war unter anderem Visiting Academic an der Jawaharlal Nehru University in Indien, der Ibadan University in Nigeria und der Nankai-Universität in China. Des Weiteren war er Gastprofessor an der Sri Venkateswara University, der Central University in Hyderabad, der University of Bangalore und der Universität von Paris. 
Sein akademisches Interesse galt vor allem der europäischen Geschichte der Neuzeit, mit besonderem Blick auf französische Geschichte des 19. Jahrhunderts, sowie auf der Geschichte Indiens. 2015 veröffentlichte er seine Autobiografie A Memoir: Historian and Homosexual: Search for a Postwar Identity.
Copley starb 2016 an Prostatakrebs.

## Veröffentlichungen (Auswahl)
- C. Rajagopalachari: Gandhi's Southern Commander. (1986)
- Sexual Moralities in France, 1780–1980: New Ideas on the Family, Divorce, and Homosexuality (1989)
- Gandhi: Against the Tide (1993)
- (Hrsg.): Hinduism in Public and Private: Reform, Hindutva, Gender, and Sampraday (2003, Oxford University Press)
- A Spiritual Bloomsbury: Hinduism and Homosexuality in the lives and writings of Edward Carpenter, EM Forster and Christopher Isherwood (2006)
- Music and the Spiritual: Composers and Politics in the 20th Century (2012)
- A Memoir: Historian and Homosexual: Search for a Postwar Identity (2015)